# Petrocat
|  | No s'ha de confondre amb Petrolis Independents. |

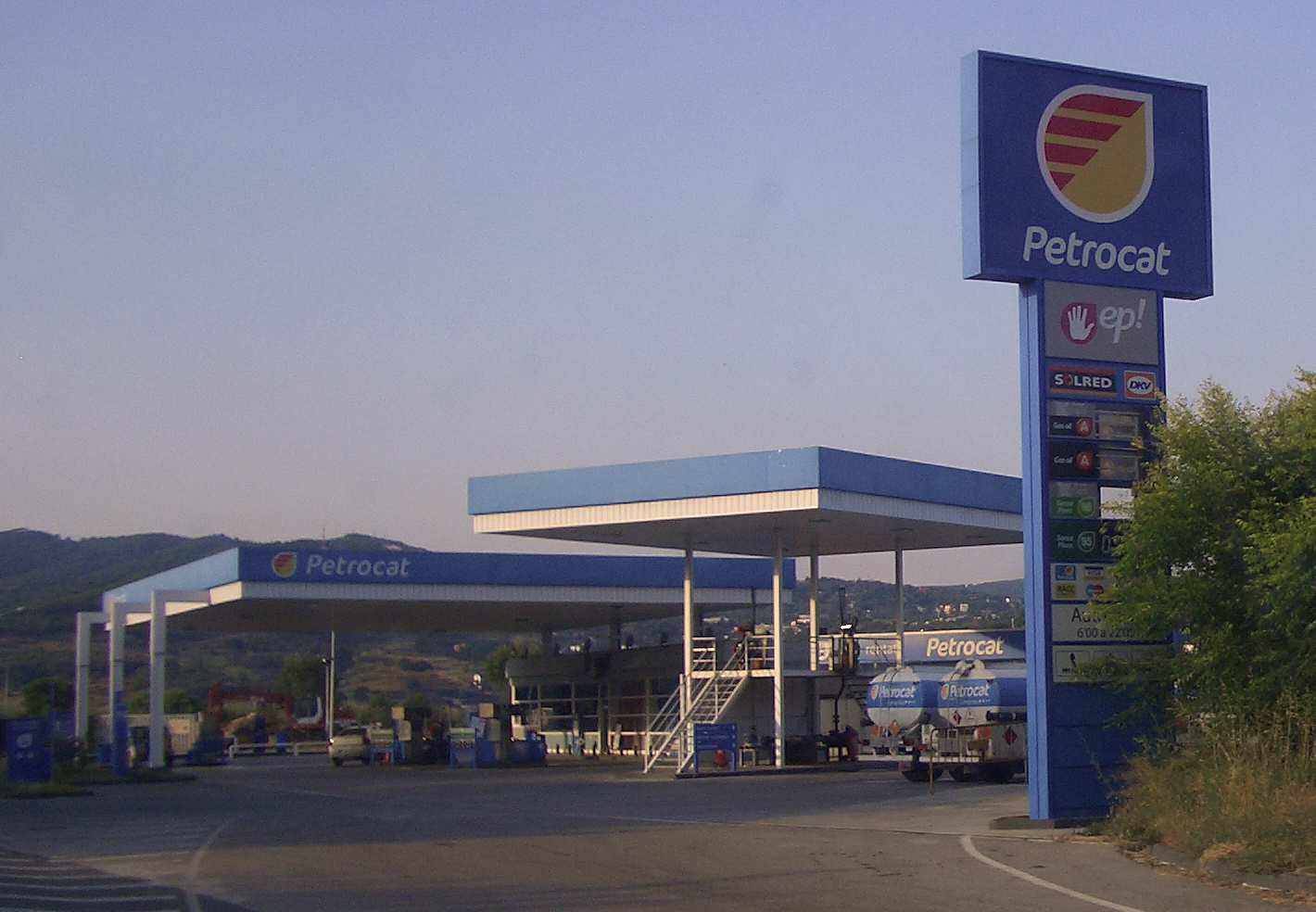
Benzinera Petrocat a Argentona

Petrocat (Societat Catalana de Petrolis, SA) fou una empresa catalana dedicada a la distribució i comercialització de carburants. L'any 2023 comptava amb 80 estacions de servei, 8 unitats de subministrament en ports nàutics i 20 centres de distribució arreu de Catalunya. Les estacions de servei continuen operant sota la marca Petrocat però integrades a la xarxa de Repsol, que va adquirir l'empresa el 2023.

## Història
Petrocat fou fundada per la Generalitat de Catalunya el 28 de febrer de 1987 amb la intenció de crear una gran petroliera catalana que competís amb les empreses de Madrid, que dominaven el mercat català. No obstant això, la iniciativa no funcionà tal com s'esperava i la companyia acabà en mans de Cepsa i Repsol, que actualment es varen repartir el control amb una participació del 45% respectivament. El 2015 Repsol va comprar la participació de Cepsa tot controlant el 90%. La Generalitat va controlar el 10% restant a través de l'Institut Català d'Energia fins al 2023 quan el govern va vendre a Repsol les seves últimes participacions. Repsol es va comprometre en aquell moment  mantenir la marca a les benzineres que Petrocat tenia a Catalunya. El 2024, Repsol va absorbir la Societat Catalana de Petrolis. Finalment, el novembre del 2024, l'empresa va quedar extingida.
Petrocat va registrar el 2009 un increment del 17% en la seva quota de mercat a Catalunya, que se situà en el 6,23%. Petrocat, millora la seva quota al mercat català en l'exercici 2009, al passar del 5,3% al 6,2%. La companyia es va fer amb bona part del negoci de distribució de carburant de Copcisa, amb l'adquisció d'Energy Express (Enex) i una quinzena d'estacions de servei de la seva xarxa. Petrocat va elevar així la seva xarxa de benzineres de 66 a 81 establiments, als que se sumen 10 unitats de subministrament en ports i 21 centres de distribució. La quota de mercat també millorà pel que fa a la venda de gasoil a domicili, àrea en la qual va passar a controlar el 13% del sector a Catalunya.
El 2014 la Comissió Nacional de Mercats i de Competència va advertir a Repsol (propietària del 90% de l'empresa) que no podia superar el 30% de quota de mercat per província, fet que obliga a l'empresa a desfer-se d'algunes de les gasolineres de Petrocat.